# رشته‌کوه گلدیچ
کوه‌های گلدیچ (به صربی: Gledić Mountains) یک کوه در صربستان است که در کراگویواتس واقع شده‌است. کوه‌های گلدیچ ۹۲۲ متر بالاتر از سطح دریا واقع شده‌است.